# Akuma-kun
Акума-кун (яп. 悪魔くん) — японская манга, созданная Сигэру Мидзуки. Выпускалась с 1963 по 1990 год. На основе сюжета манги были выпущены чёрно-белый киносериал, 2 полнометражных фильма, аниме-сериал и игра для консолей.
В родном городе автора Сакаиминато существует улица Мидзуки, посвященная призракам и ёкаям из его историй. На ней существует в том числе и бронзовый памятник героям манги «Акума-кун».

## Сюжет
Главным героем является мальчик Акума-кун («Дьявольский мальчик»). Главная его цель — завоевать мир, призвав в него демонов и ёкаев, а в других версиях — искоренить зло и сделать мир лучше. В некоторых сериях выступает в роли мессии, который должен открыть новую эру тысячелетия. Когда-то заполучил сверхсилу у дьявола  (яп. 悪魔 акума), но не христианского, а ёкая — одного из сверхъестественных существ японской мифологии.
Однажды Акума-кун встречается с Фаустом, который вручает ему флейту царя Соломона, чтобы тот вызвал демона. Главные герой учится управлять силой флейты, а у него на пути встают 12 апостолов (十二使徒, юни сито).
Сигэру Мидзуки выпустил несколько версий манги, где сюжеты и враги очень разные. Однако все главные герои остаются прежними.

## Манга
Akuma-kun (1963—1964)
Первая манга, которая вышла в 1963 году. Было выпущено 3 тома. Главного героя тут зовут Итиро Мацусита (яп. 松下 一郎).
Akuma-kun (1966—1967)
Манга выходила в ежемесячном журнале Bessatsu Shōnen Magazine, а после 1967 года — в еженедельном журнале Shūkan Shōnen Magazine. Главного героя тут зовут Синго Ямада (яп. 山田 真吾).
Akuma-kun Fukkatsu: Sennen Ōkoku (яп.  Акума-кун Фуккацу: Сэннэн О:коку, Восхождение дьявольского мальчика: тысячелетняя империя) (1970—1971)
Манга выпускалась в журнале Weekly Shōnen Jump. Здесь главный герой выполняет роль мессии. Его зовут Итиро Мацусита. Данная манга является переделанной версией оригинального произведения 1964 года.
Akuma-kun no Bouken (яп. 悪魔くんの冒険 Акума-кун но Бо:кэн, Приключение дьявольского мальчика) (1971)
Однотомная манга, изначально выходившая в Asahi Sonorama.
Fukkatsu! Akuma-kun (1976)
Манга, состоящая из коротких историй, выпускалась как кроссовер с другой известной работой Мидзуки GeGeGe no Kitarō, где Итиро Мацусита сражался с Китаро. Выходила в Monthly Shōnen Jump.
Akuma-kun Seikimatsu Taisen (яп. 悪魔くん世紀末大戦 Акума-кун Сэйкимацу Тайсэн, Дьявольский мальчик: великая война в конце столетия) (1987—1988)
Выпускалась в журнале Magazin Comic BE!. Является прямым продолжение первой манги.
Saishinban Akuma-kun (яп. 最新版悪魔くん Сайсинбан Акума-кун, Дьявольский мальчик: новая версия) (1988—1990)
Выпускался в журнале Comic BomBom. Манга, созданная для аниме-адаптации. Главного героя зовут Синго Уморэги (埋れ木 真吾).
Nostradamus Taiyogen (1993—1994)
Было выпущено 2 тома последней манги. Главным героем становится снова Синго Ямада.

## Дорама
На основе сюжета первой манги был выпущен чёрно-белая дорама в 1966—1967 годах, состоящий из 16 серий. Трансляция шла по японскому телеканалу NET TV (ныне TV Asahi). Дорама является представителем жанра токусацу, а также в ней появляются монстры — кайдзю.

## Аниме
В 1989 году студия Toei Animation начала выпуск аниме-сериала. Для аниме-адаптации мангака выпустил специально мангу Saishinban Akuma-kun. Стиль персонажей меняется, так, например, Фауст из высокого тощего старика превращается в тиби. Режиссёр Дзюнъити Сато. Премьерный показ 42 серий прошёл с 25 апреля 1989 года по 24 марта 1990 года.
| Персонажи    | Сэйю           |
| ------------ | -------------- |
| Акума-кун    | Юко Мита       |
| Доктор Фауст | Исиро Нагаи    |
| Хакумэ       | Санаэ Миюки    |
| Мефисто II   | Тосио Фурукава |

### Фильмы
Для ежегодного кинофестиваля аниме Tōei Manga Matsuri было выпущено 2 коротких фильма. 15 июля 1989 40-минутный фильм Akuma-kun и 10 марта 1990 25-минутный фильм Akuma-kun: Yōkoso Akuma Land e!! (яп. 悪魔くん ようこそ悪魔ランドへ!!).

### Музыка
- Akuma-kun (悪魔くん), исполненная Koorogi '73 & Wild Cats, звучала в начале аниме-сериала и обоих фильмах.
- 12 Friends, исполненная Y.F Zombie Company, использовалась в конце аниме-сериала.
- Arashi no Shinwa (嵐の神話), исполненная Wild Cats, сопровождала завершающую заставку первого фильма — Akuma-kun.
- Oh Yes!, исполненная сразу Koorogi '73, Wild Cats и Shines, звучала в конце фильма Akuma-kun: Yōkoso Akuma Land e!!

## Игра
24 февраля 1990 года была выпущена 8-битная компьютерная ролевая игра Akuma-kun: Makai no Wana (яп. 悪魔くん・魔界の罠), разработанная компанией Tose и выпущенная Bandai для игровых приставок Nintendo Famicom.
Игрок управляет Акума-куном в трёх разных зонах. Карта мира позволяет игроку посещать различные города и подземелья. На карте мира возможно встретить случайных противников, с которыми придётся сражаться. Во время боя игра переключается на вид от первого лица и игрок может выбирать различные виды атак из меню, также можно вызвать демона для помощи в бою, что в некотором роде напоминает игры линейки Megaten. Команда игрока и его противники ходят по очереди. При входе в город камера переключается на вид сбоку.
Игра начинает с объяснения волшебником Акума-куну, что мир стал бы лучше, если бы люди и демоны смогли найти общий язык, и главный герой берётся это устроить.